# غطاس أحمر الرقبة

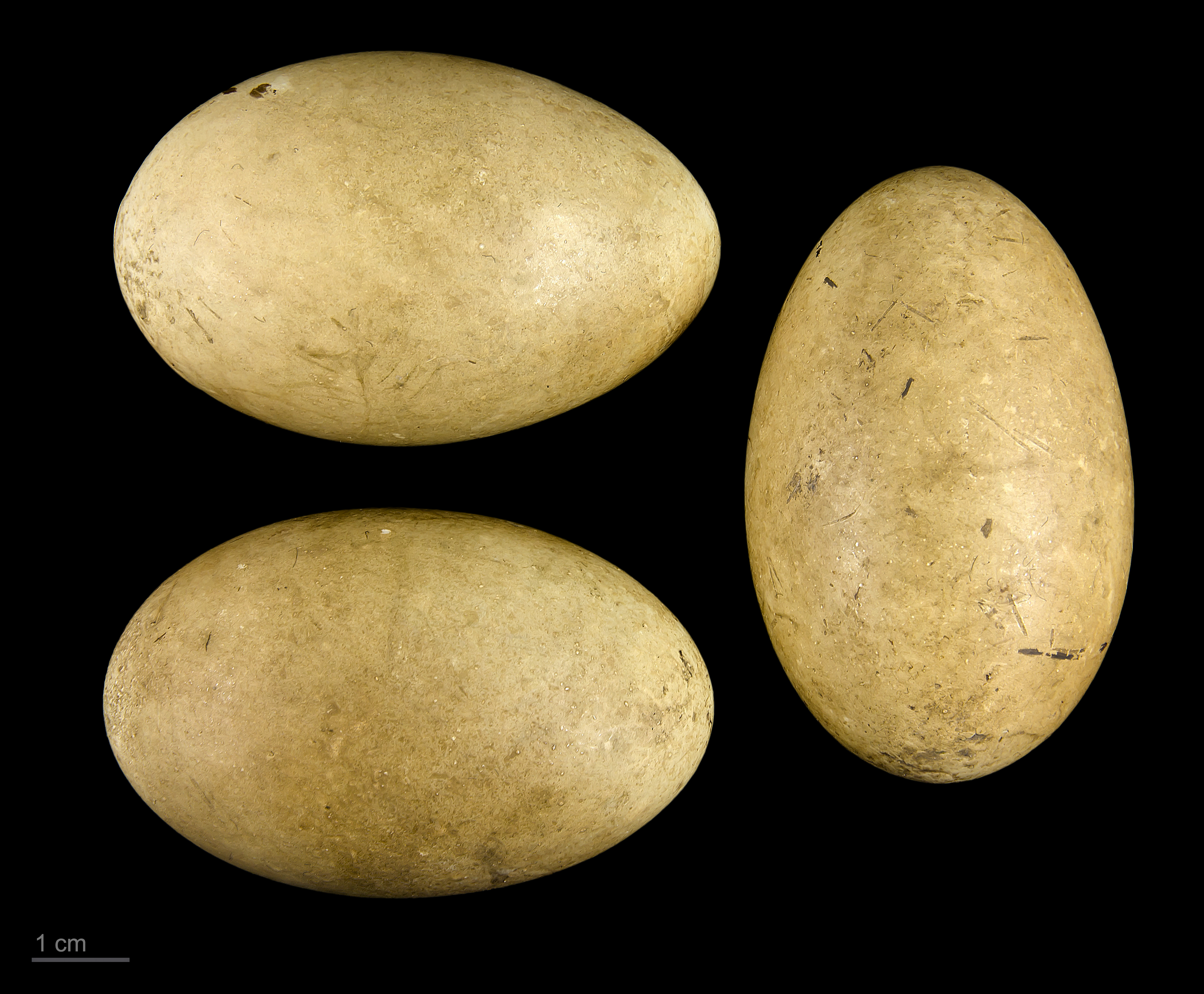
Podiceps grisegena

غطاس أحمر الرقبة (الاسم العلمي: Podiceps grisegena) (بالإنجليزية: Red-necked Grebe)‏ هو نوع من الطيور يتبع جنس الغطاس من الفصيلة الغطاسية.